# Hiroaki Kumon
Hiroaki Kumon (Kanagawa, 20 oktober 1966) is een voormalig Japans voetballer.

## Carrière
Hiroaki Kumon speelde tussen 1989 en 2002 voor Furukawa Electric, Bellmare Hiratsuka en Yokohama FC.